# ロドスのレオニダス
ロドスのレオニダス（Λεωνίδας ο Ρόδιος、紀元前2世紀）は、古代ギリシアの陸上選手で、古代オリンピックにおいて4大会連続で陸上競技3種目に優勝した人物である。ロドス島の出身。
古代オリンピックの第154回大会（紀元前164年）で行なわれたスタディオン走・ディアウロス走・武装競走に出場したレオニダスはそれら3種目すべてで優勝した。さらに、彼は第155回大会（紀元前160年）・第156回大会（紀元前156年）・第157回大会（紀元前152年）においても同様の記録を残した。 
同一大会で3種目優勝した選手はトリアステと呼ばれて讃えられたが、4大会連続してトリアステの称号を得た例は、古代オリンピック史上、レオニダスのみである。パウサニアスもレオニダスの計12回のオリンピックでの勝利について「徒競走で一番目ざましい記録」と評している。 この結果を受けてロドスの人々はレオニダスを神のように崇めたという。
2016年のリオデジャネイロオリンピックにおいてマイケル・フェルプスが個人種目13個目の金メダルを獲得した際には、レオニダス以来2168年ぶりの新記録とする報道も見られた。

## 註
1. ↑  クレアンティス・パレオロゴス（鈴木良徳訳）「ロドス島のレオニダス」、『古代オリンピア英雄伝』、ベースボール・マガジン社、1982年、p.89.
2. ↑  パウサニアス（飯尾都人訳）「ギリシア記」、龍溪書舎、1991年、pp.401-402.
3. ↑  ジュディス・スワドリング（穂積八洲雄訳）「古代オリンピック」、NHK出版、1994年、p.60.
4. ↑  “Phelps claims 200m individual medley gold for fourth straight Olympics”. The Guardian. (2016年8月12日)
5. ↑  “Who, What, Why: Who was Leonidas of Rhodes?”. BBC NEWS. (2016年8月12日)